# Slag bij La Higueruela
De Slag bij La Higueruela (letterlijk: "Slag om de kleine vijgenboom") werd bevochten in de vallei van de rivier Genil bij Granada op 1 juli 1431 tussen de troepen van Johan II van Castilië, geleid door Álvaro de Luna, en troepen loyaal aan Mohammed IX, sultan van de Nasriden-dynastie van het koninkrijk Granada. De strijd was een bescheiden overwinning voor de strijdkrachten van Castilië, zonder territoriumwinst en het niet halen van Granada. Na deze slag, installeerde Johan II van Castilië Yusuf IV, kleinzoon van Mohammed VI, als sultan van Granada.
De strijd is afgebeeld in een beroemde serie frescoschilderijen van Fabrizio Castello, Orazio Cambiasi en Lazzaro Tavarone in de Galerij van de Veldslagen in het koninklijke klooster van San Lorenzo de El Escorial.